# A Singularity
A Singularity è un singolo del gruppo musicale statunitense Puscifer, pubblicato l'11 gennaio 2023 come primo estratto dal sesto album di remix Existential Reckoning: Rewired.

## Descrizione
Si tratta di un remix realizzato da Carina Round dell'omonimo brano presente nel quarto album del gruppo Existential Reckoning. Riguardo alla direzione stilistica intrapresa nella traccia, Round ha spiegato:

## Video musicale
Il video è stato realizzato dal frontman del gruppo Maynard James Keenan ed è stato dedicato alla memoria del suo cane (protagonista di tutte le scene), per cui è stata scritta la canzone:
A partire dal 20 gennaio 2023 il gruppo ha diffuso degli altri video musicali realizzati da colleghi e amici di Keenan, primo di questi quello di Billy Howerdel degli A Perfect Circle. I successivi sono invece stati girati da Odin Wadleigh, Yul Vásquez, Alisa Akay e Lei Li, figlia di Keenan.

## Tracce
Testi e musiche dei Puscifer.
1. A Singularity (Re-Imagined by Carina Round) – 4:50

## Formazione
Hanno partecipato alle registrazioni, secondo le note di copertina di Existential Reckoning: Rewired:
- Caria Azar – batteria
- Danny T. Levin – corno
- David Moyer – sassofono, clarinetto
- Carina Round – ingegneria del suono